# Palazzo dello Sport di Parigi-Bercy
Il Palazzo dello Sport di Parigi-Bercy (in francese Palais omnisport de Paris-Bercy, "Palazzo multisportivo di Parigi-Bercy") è un impianto sportivo coperto polifunzionale francese che si trova nel quartiere parigino di Bercy, nel territorio amministrativo del dodicesimo arrondissement.
Inaugurato nel 1984, è sede di importanti competizioni indoor internazionali tra i quali si cita il Paris Masters, anche noto come Masters di Parigi-Bercy, tradizionalmente l'ultimo torneo del circuito tennistico professionistico maschile prima delle finali ATP.
Tra gli altri eventi, sportivi e non, ivi tenutisi si citano le finali del campionato mondiale di pallavolo 1986 ed europeo di pallacanestro nel 1999, i mondiali di pattinaggio di figura nel 1989, gli europei indoor d'atletica del 2011 e svariati concerti di artisti di richiamo tra i quali gli U2, Kylie Minogue e gli Iron Maiden.
Di proprietà della città di Parigi, e gestito da un consorzio misto che vede la partecipazione di Anschutz Entertainment Group, l'edificio è noto per ragioni commerciali anche come AccorArena a seguito di sponsorizzazione con il gruppo alberghiero AccorHotels dopo un accordo decennale a partire dal 1º gennaio 2016.

## Storia
Inaugurato nel 1984, progettato da un team di architetti composto da Andrault&Parat, Jean Prouvé e Aydin Guvan, e realizzato dal gruppo Eiffage, è l'impianto dove si disputa il Masters 1000 di Parigi-Bercy, ma in cui trovano spazio anche gare di basket, concerti, incontri di pugilato ed altro. La capacità massima varia da 7.000 a 20300 persone a seconda dell'evento previsto.
Il palazzetto, tra gli altri, ha ospitato anche i Campionati europei di ginnastica artistica nel 2000, le Final Four di basket nel 1991, 1996 e nel 2010 e i Campionati europei maschili di pallacanestro del 1999.
Il 14 giugno 2007 ha ospitato il concerto tenuto dal duo elettronico francese Daft Punk.
Il duo ha poi tratto dalle registrazioni tenutesi al Bercy, il loro secondo album dal vivo, Alive 2007 uscito a ottobre successivo.
Nel 1999 ha ospitato la finale del Campionato Europeo di Basket, vinta dall'Italia sulla Spagna.
Nel 2011 ha ospitato i campionati europei di atletica leggera indoor.
Dal 3 marzo 2014, la struttura è stata chiusa, sino ad ottobre 2015 per permettere l'ampliamento e la ristrutturazione parziale, con un breve periodo di riapertura tra ottobre e novembre 2014.
Il 24 gennaio 2020, si è tenuto il match dell'NBA Europe Game tra Milwaukee Bucks e Charlotte Hornets, fortemente voluto dal patron degli Hornets, Michael Jordan.
Tra il 27 luglio e l'11 agosto 2024 l'impianto ha ospitato le gare di ginnastica artistica e trampolino elastico e la fase finale dei tornei di pallacanestro dei Giochi della XXXIII Olimpiade, mentre tra il 29 agosto e l'8 settembre è stato la sede delle partite di pallacanestro in carrozzina dei XVII Giochi paralimpici estivi.